# Hans Unger (Politiker, 1897)
Hans Unger (* 17. Juli 1897 in Großpetersdorf; † 5. Oktober 1981 ebenda) war ein österreichischer Maurer und Politiker (SPÖ). Unger war von 1948 bis 1949 Abgeordneter zum Burgenländischen Landtag.
Hans Unger wurde als Sohn des Arbeiters Paul Unger aus Großpetersdorf geboren. Er besuchte die Volksschule seiner Heimatgemeinde und war danach als Maurer tätig, wobei er als Pendler und Wanderarbeiter beschäftigt war. Zwischen 1915 und 1918 leistete Unger den Militärdienst ab und war anschließend als Maurer und Polier im In- und Ausland tätig. Unger war Mitglied der Bauarbeitergewerkschaft und der Sozialdemokratischen Arbeiterpartei. Unger war zwischen 1946 und 1949 Bürgermeister von Großpetersdorf und danach bis 1962 wieder als Baupolier beschäftigt. Unger vertrat die SPÖ vom 26. Juli 1948 bis zum 7. November 1949 im Landtag. 
Hans Unger war verheiratet. 